# William Salice
William Salice (Casei Gerola, 18 luglio 1933 – Pavia, 29 dicembre 2016) è stato un dirigente d'azienda e inventore italiano.

## Biografia
Entrò in Ferrero nel 1960 come semplice rappresentante.  Successivamente si occupò della sperimentazione e industrializzazione dei nuovi prodotti dalla loro nascita alla commercializzazione. Lavorò in Ferrero fino al 2007 come stretto collaboratore di Michele Ferrero al suo fianco nell'inventare prodotti come Ferrero Rocher, Pocket Coffee, e soprattutto L'Ovetto Kinder Sorpresa di cui fu sempre considerato il papà e il suo massimo esperto. Questo prodotto per bambini nacque nel 1972 e fu industrializzato nel 1974.
Una volta in pensione investì i suoi risparmi per creare nel 2008 la Fondazione no-profit "Color Your Life" con sede a Loano (SV) per aiutare i giovani a sviluppare i loro talenti e per dare loro un primo contatto con il mondo lavorativo.
È morto a Pavia all'età di 83 anni il 29 dicembre 2016 in seguito ad un ictus.